# Narayanganj (distrikt)
Narayanganj (bengali: নারায়ণগঞ্জ জেলা, engelska: Narayanganj District) är ett distrikt i Bangladesh.   Det ligger i provinsen Dhaka, i den centrala delen av landet, 18 km öster om huvudstaden Dhaka. Antalet invånare är 2 948 217.
Trakten runt Narayanganj består till största delen av jordbruksmark. Runt Narayanganj är det mycket tätbefolkat, med 2 614 invånare per kvadratkilometer.